# Pieter Bockenberg
Pieter Cornelisz. Bockenberg, latinisé en Petrus Cornelissonius Bockenbergius, né le 25 décembre 1548 à Gouda et mort le 17 janvier 1617 à Leyde, est un historiographe néerlandais.

## Biographie
Fils d’Aleid Minne et de Cornelis Pietersz Dirksz., membre du conseil de la ville et des navires à Gouda, il étudia les belles-lettres à l’université de Louvain, sous le savant Paul Léopard. Après avoir fait sa philosophie au collège du Faucon, en 1569, il embrassa l’état ecclésiastique, devint prêtre en 1574, prit le grade de bachelier en théologie, discipline qu’il enseigna à l’abbaye de Loos.
De 1574 à 1583, les troubles dans son pays le firent passer en Allemagne et on le retrouve dans de nombreux endroits en Europe, y compris Brno, en Moravie, où il devint jésuite et fut, peu de temps après, congédié, Vienne, Cassel, où il fut quelque temps curé de la paroisse de Sint-Niklaas en 1577, Munich où, en 1581, où il devint chapelain à la cour du duc de Bavière. Il alla à Milan, revint en Souabe et reprit la route de Hollande pour étudier les antiquités de son pays.
En 1583, il s’inscrit à l’université de Leyde en lettres. Son oncle Arent Dirksz Bocksberg qui était commandeur de l’Ordre teutonique et aussi pasteur de Saint-Pierre de cette ville lui a permis d’y prendre des contacts utiles. Après deux ans, cependant, il est reparti à Leyde et fut nommé, en 1585, curé de Varick près de Tielt, en Gueldre, avant de renoncer bientôt à cette fonction, et d’embrasser la réforme protestante, vers 1587, à La Haye. En 1589, il épousa la fille de Johannes Wijkersloot, le recteur de l’École latine de Woerden et le couple s’est installé à Leyde. Après cela, il s’est concentré sur l’histoire.
En 1591, Johan van Oldenbarnevelt le nomma d’historiographe de Hollande et de Zélande, comme l’avis de l’historien et patriote Johan van der Does, l’historien auteur des Bataviae Hollandiaeque Annales, qui avait sollicité ce poste pour Dominique Baudier. Lui reprochant d’accréditer un grand nombre de fables que lui-même avait élaguées de ses propres publications historiques, van der Does se mit alors à vivement le critiquer dans des diatribes en vers et en prose où il passait souvent les bornes de la modération. Cette vive critique est probablement la raison pour laquelle ses Annales Hollandiæ et Zeelandiæ, l’œuvre de sa vie dont il avait déjà achevé cinq parties, n’ont jamais été publiées. Le manuscrit a terminé à la Bibliothèque royale de La Haye.
À sa mort, il a été enterré dans l’église Saint-Pierre de Leyde. La Bockenbergstraat de Gouda a été nommée d’après lui en 1903.

## Sources
- « Pieter Bockenberg », dans Louis-Gabriel Michaud, Biographie universelle ancienne et moderne : histoire par ordre alphabétique de la vie publique et privée de tous les hommes avec la collaboration de plus de 300 savants et littérateurs français ou étrangers, 2e édition, 1843-1865 [détail de l’édition].